# Edgefield County
Edgefield County ist ein County im Bundesstaat South Carolina der Vereinigten Staaten. Das U.S. Census Bureau hat bei der Volkszählung 2020 eine Einwohnerzahl von 25.657 ermittelt. Der Verwaltungssitz (County Seat) ist Edgefield.

## Geographie
Das County liegt im Westen von South Carolina und hier am Savannah River, der die Grenze zu Georgia bildet. Es hat eine Fläche von 1312 Quadratkilometern, wovon 12 Quadratkilometer Wasserfläche sind. Es grenzt im Uhrzeigersinn an folgende Countys: Saluda County, Aiken County, Richmond County (Georgia), Columbia County (Georgia), McCormick County und Greenwood County. Direkt südlich liegt jenseits der Staatsgrenze Augusta, die zweitgrößte Stadt von Georgia. Die wichtigsten Orte im County sind neben Edgefield Jonston und Trenton.
Das County ist Teil der Metropolregion Augusta.

## Geschichte
Edgefield County wurde am 12. März 1785 aus Teilen des District 96 gebildet und am 1. Januar 1800 in einen Gerichtsbezirk umgewandelt. Am 16. April 1868 erhielt es erneut den Status eines eigenständigen Countys. Benannt wurde es nach seiner Lage in der westlichen Ecke des Bundesstaates, zwischen dem Savannah River und damals unbesiedeltem Land.

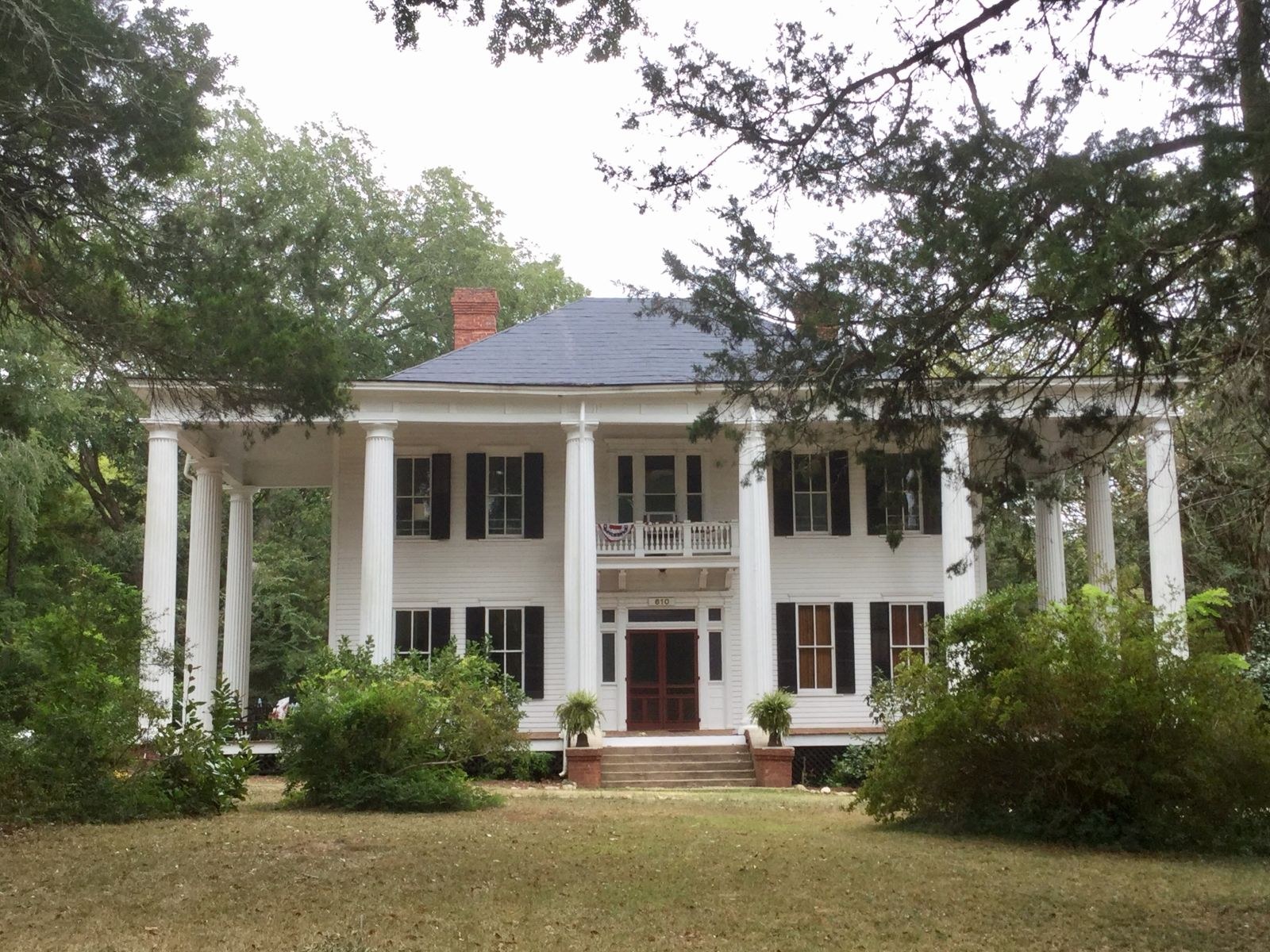
Das Adams–Mime House im Edgefield Historic District. Dieser Historic District ist einer von neun Einträgen des Countys im NRHP.

Neun Bauwerke und Stätten des Countys sind im National Register of Historic Places (NRHP) eingetragen (Stand 27. Juli 2018).

## Demografische Daten
Nach der Volkszählung im Jahr 2000 lebten im Edgefield County 24.595 Menschen in 8270 Haushalten und 6210 Familien. Die Bevölkerungsdichte betrug 19 Einwohner pro Quadratkilometer. Ethnisch betrachtet setzte sich die Bevölkerung zusammen aus 56,77 Prozent Weißen, 41,51 Prozent Afroamerikanern, 0,33 Prozent amerikanischen Ureinwohnern, 0,24 Prozent Asiaten, 0,03 Prozent Bewohnern aus dem pazifischen Inselraum und 0,44 Prozent aus anderen ethnischen Gruppen; 0,69 Prozent stammten von zwei oder mehr Ethnien ab. 2,05 Prozent der Bevölkerung waren spanischer oder lateinamerikanischer Abstammung.
Von den 8270 Haushalten hatten 34,8 Prozent Kinder unter 18 Jahre, die bei ihnen lebten. 55,6 Prozent waren verheiratete, zusammenlebende Paare, 15,5 Prozent waren allein erziehende Mütter, 24,9 Prozent waren keine Familien, 22,4 Prozent waren Singlehaushalte und in 9,1 Prozent lebten Menschen mit 65 Jahren oder darüber. Die Durchschnittshaushaltsgröße betrug 2,66 und die durchschnittliche Familiengröße betrug 3,12 Personen.
24,1 Prozent der Bevölkerung war unter 18 Jahre alt. 9,8 Prozent zwischen 18 und 24, 32,1 Prozent zwischen 25 und 44, 23,2 Prozent zwischen 45 und 64 und 10,9 Prozent waren 65 Jahre alt oder älter. Das Durchschnittsalter betrug 36 Jahre. Auf 100 weibliche Personen kamen 112,8 männliche Personen und auf 100 Frauen im Alter von 18 Jahren und darüber kamen 114,8 Männer.
Das jährliche Durchschnittseinkommen eines Haushalts betrug 35.146 USD, das Durchschnittseinkommen einer Familie betrug 41.810 USD. Männer hatten ein Durchschnittseinkommen von 32.748 USD, Frauen 23.331 USD. Das Prokopfeinkommen betrug 15.415 USD. 13,0 Prozent der Familien und 15,5 Prozent der Bevölkerung lebten unterhalb der Armutsgrenze.

## Wirtschaft
Die wirtschaftliche Grundlage im County wird relativ gleichmäßig durch Landwirtschaft, Industrie und Dienstleistung gebildet. Das County ist eines der bedeutendsten Pfirsichanbaugebiete der Vereinigten Staaten. Während der Blüte- und Erntezeit dieser Obstsorte finden verschiedene Festivals statt, die von vielen Touristen besucht werden.

## Orte im Edgefield County
Im Edgefield County liegen vier Gemeinden, davon eine City und drei Towns. Zu Statistikzwecken führt das U.S. Census Bureau einen Census-designated places, der dem County unterstellt ist und keine Selbstverwaltung besitzt. Dieser ist gemeindefreies Gebiet.
City
- North Augusta 1

Towns
- Edgefield
- Johnston
- Trenton

Census-designated place (CDP)
- Murphys Estates